# عباس بن الفضل
العباس بن الفضل بن يعقوب تولى قيادة جزيرة صقلية ويعتبر الفاتح الحقيقي لجزيرة صقلية، لما توفي صاحب صقلية أبو الأغلب إبراهيم بن عبد الله الأغلب، قدم أهلها على أنفسهم العباس بن الفضل هذا، وكتبوا إلى محمد بن الأغلب بن خبر. فأقر العباس، وكتب إليه بعهده بولاية صقلية. فجاهد كثيرا، وغزا طويلا. وكان له في الروم مواقف كثيره.
وفي سنة 237 ولي حبيب بن نصر التميمي المظالم بالقيروان بتقديم القاضي سحنون إياه عليها. وفي أغزى العباس بصقلية أرض الروم، فغنم غنائم وفتوحات عظيمة.

## غزواته
وفي سنة 238 أغزى العباس بن الفضل صاحب صقلية الروم فقتل الله المشركين. وبعث العباس برؤوسهم إلى مدينة بالرم، وقام ويطأ أرضهم، ويسبى من ظفر بهم منهم. ثم قفل إلى صقلية.
وفي سنة 239 كان الجهاد بصقلية في غزوة العباس بن الفضل وبث السرايا في كل موضع، وغنم وقصربانة وقطانية وسرقوسة وغيرها، وحاصر مدينة بنيرة ستة أشهر حتى صالحوه على ستة آلاف رأس قيضها منهم. وقفل إلى حضرة بلرم، وفتح مدينة سبرينة.
وفي سنة 240، توفي الفقيه سحنون - - وفيها كان الجهاد أيضا بصقلية: غزا العباس بن الفضل صاحبها بلاد الروم وبث السرايا، فغنموا غنائم عظيمة.
وفي سنة 241، غزا العباس بن الفضل أيضا الروم بصقلية وأقام في جبل مانع ثلاثة أشهر يضرب كل يوم حول يلنة فيقتل ويصيب، وتتوجه سراياه فتغنم في كل جهة. وأغزى أخاه علي بن الفضل في البحر، فأصاب وغنم وانصرف برؤوس كثيرة.
وفاته:
وفي سنة 242، توفي أبو العباس محمد بن الأغلب صاحب أفريقية ليلتين خلتا من المحرم، فكانت ولايته خمس عشرة سنة وثمانية أشهر واثنتي عشرة يوما ومات وهو ابن ستة وثلاثين سنة. وولي بعده ابن أخيه.

### قالوا عنه
عباس بن الفضل الذي قاد جيوش أبي الأغلب إبراهيم أمير صقلية والذي تولى القيادة من بعده وكان له الفضل في فتح المسلمين قصربانه التي كانت من أهم المعاقل الدفاعية للجيش البيزنطي وذلك سنة 244هـ 859م) وفي إلحاق هزيمة نكراء بأسطول بنزنطية قرب سيراكوزا واعتبر المؤرخون الأوروبيون عباس بن الفضل من أمهر وألمع القادة المسلمين الذين واجهتهم الجيوش الأوروبية.